# Livezile, Alba
Livezile în trecut Cacova (în maghiară Úrháza, în germană Laßlenkirch) este satul de reședință al comunei cu același nume din județul Alba, Transilvania, România.

## Așezare
Localitatea Livezile este situată la poalele de N-NE ale Munților Trascău, pe râul Aiudu de Sus, la 9 km NV de municipiul Aiud.

## Istoric
Pe teritoriul satului a fost descoperită o necropolă tumulară datând din Epoca Bronzului timpuriu.
Pe Harta Iosefină a Transilvaniei din 1769-1773 (Sectio 139) localitatea apare sub numele de „Vládháza”. De-a lungul văii care străbate localitatea sunt însemnate pe hartă cu F.m. ("Fruchtmühle" = "Getreidemühle") mai multe mori de măcinat cereale.

## Lăcașuri de cult
- Biserica românească "Adormirea Maicii Domnului", din anul 1611, înscrisă pe Lista monumentelor istorice din județul Alba[4], elaborată de Ministerul Culturii din România în anul 2015, Cod LMI  AB-II-m-A-00244.
- Schitul „Nașterea Sf. Ioan Botezătorul“ (1995).

## Obiective turistice
- Rezervația naturală Cheile Plaiului (2 ha).

## Obiectiv memorial
Monumentul Eroilor Români din Primul Război Mondial. Monumentul este amplasat în centrul localității și a fost ridicat în memoria eroilor români care s-au jertfit în Primul Război Mondial. Obeliscul, cu o înălțime de 2 m, este realizat din piatră de calcar, iar împrejmuirea este făcută cu un gard din beton și fier forjat. Pe o placă de marmură de pe fațada monumentului este înscris: „1914-1918“, iar dedesubt sunt inscripționate numele a 32 eroi români. 

## Date economice
O resursă locală nevalorificată o constituie piatra de calcar, de foarte bună calitate (99,9% carbonat de calciu).

## Galerie de imagini

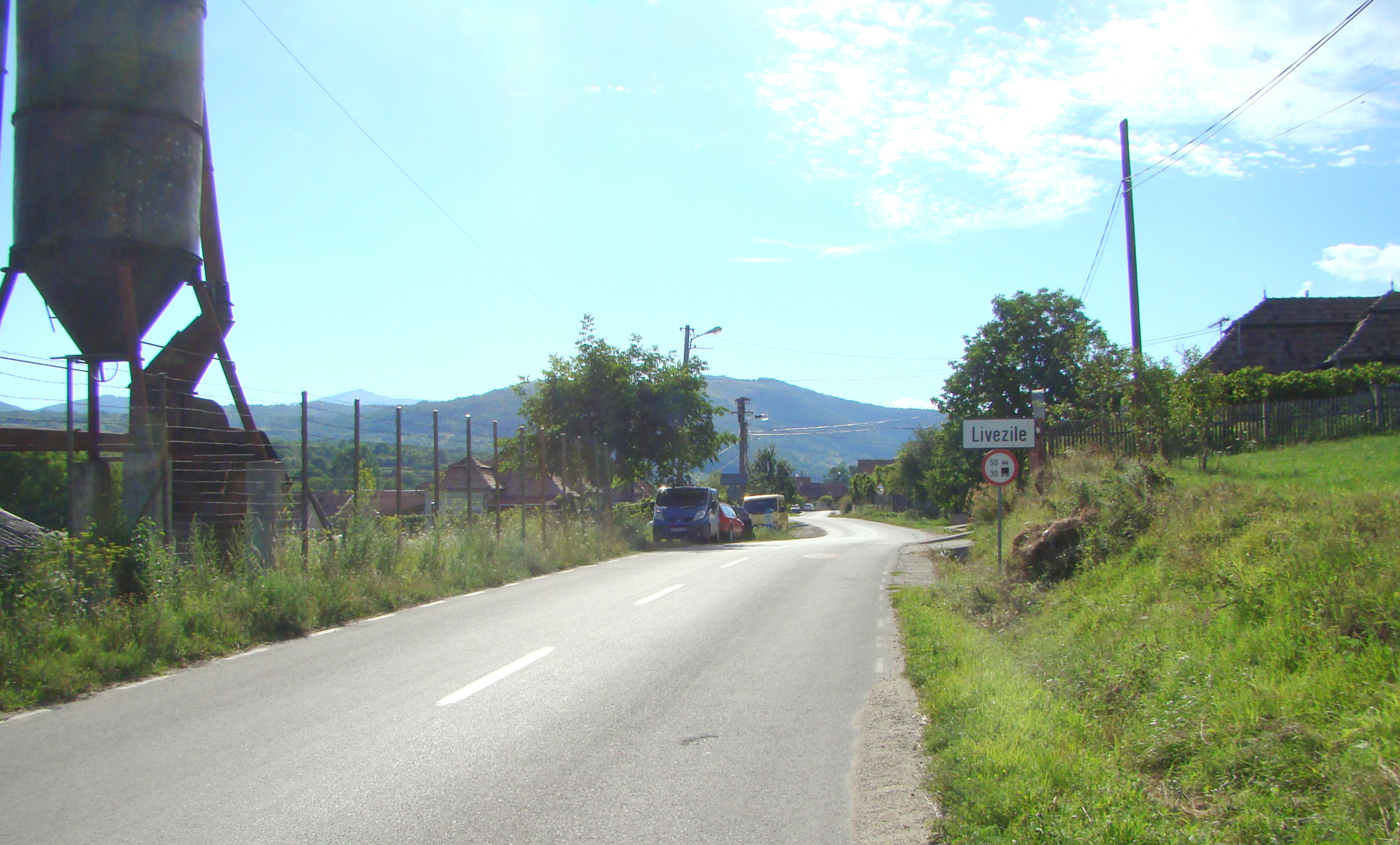
Intrarea în localitate
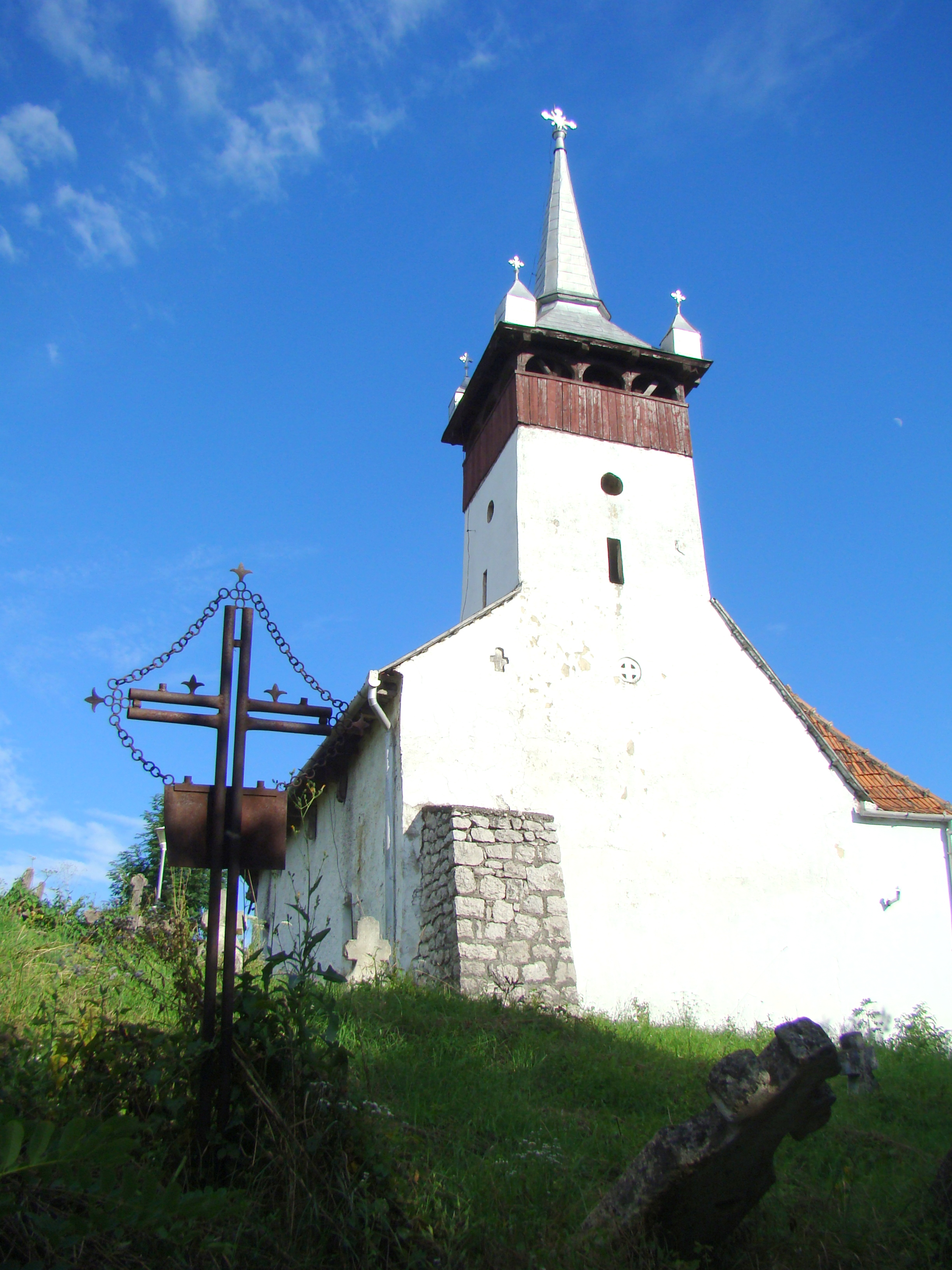
Biserica „Adormirea Maicii Domnului” (monument istoric)
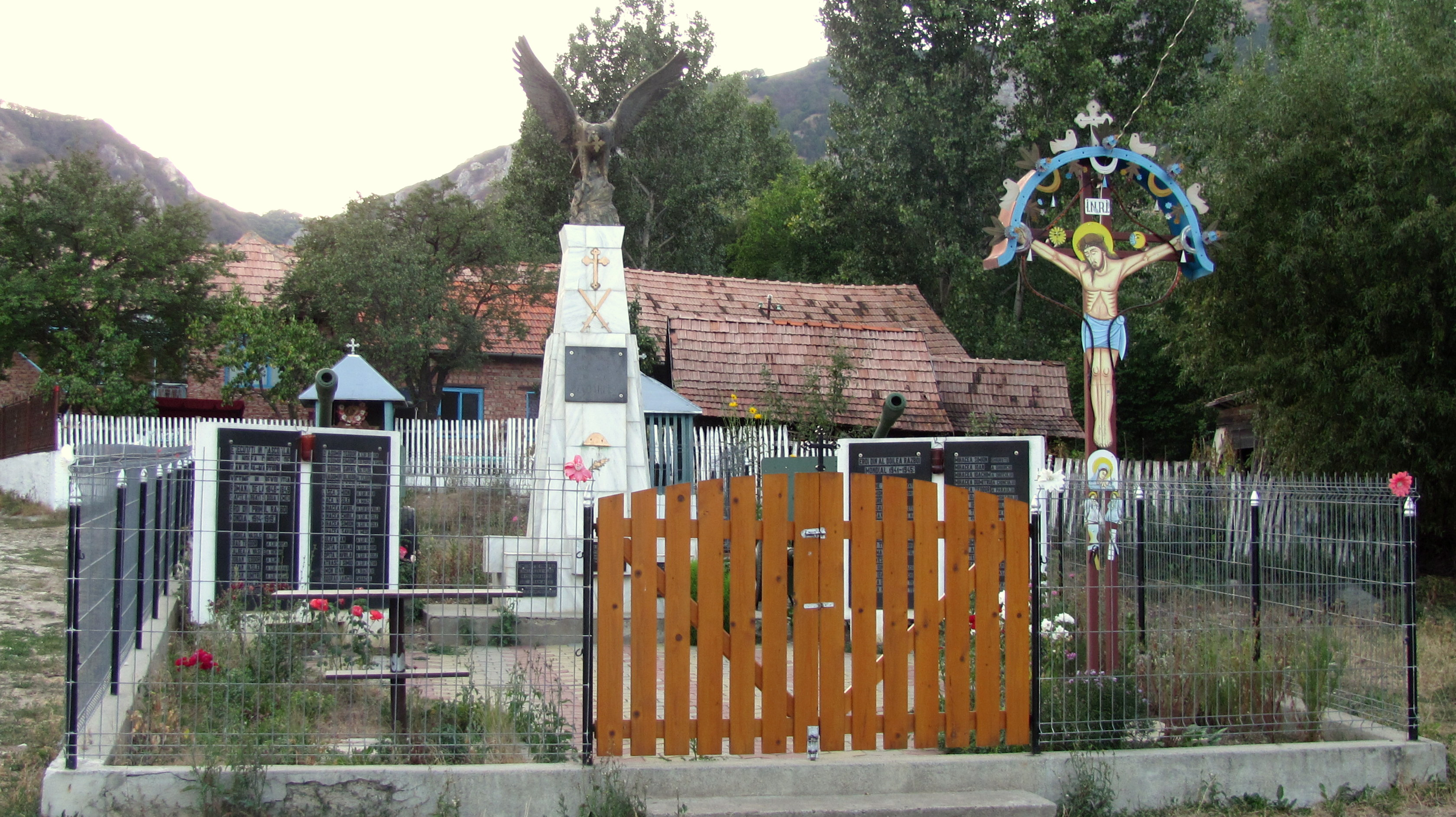
Monument închinat Martirilor și Eroilor din Izvoarele (Livezile, Alba)
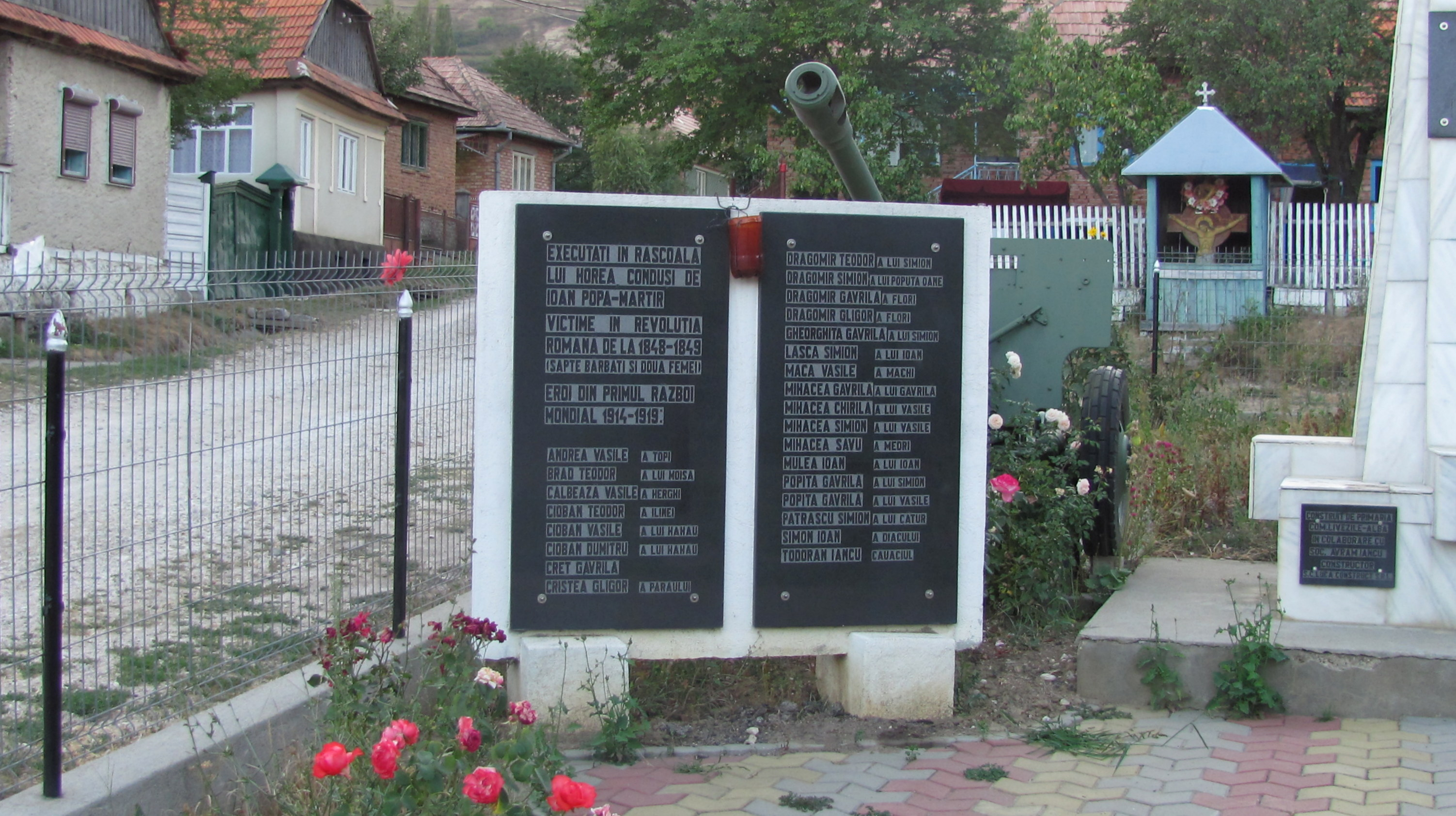
Monument închinat Martirilor și Eroilor din Izvoarele (Livezile, Alba) placă comemorativă
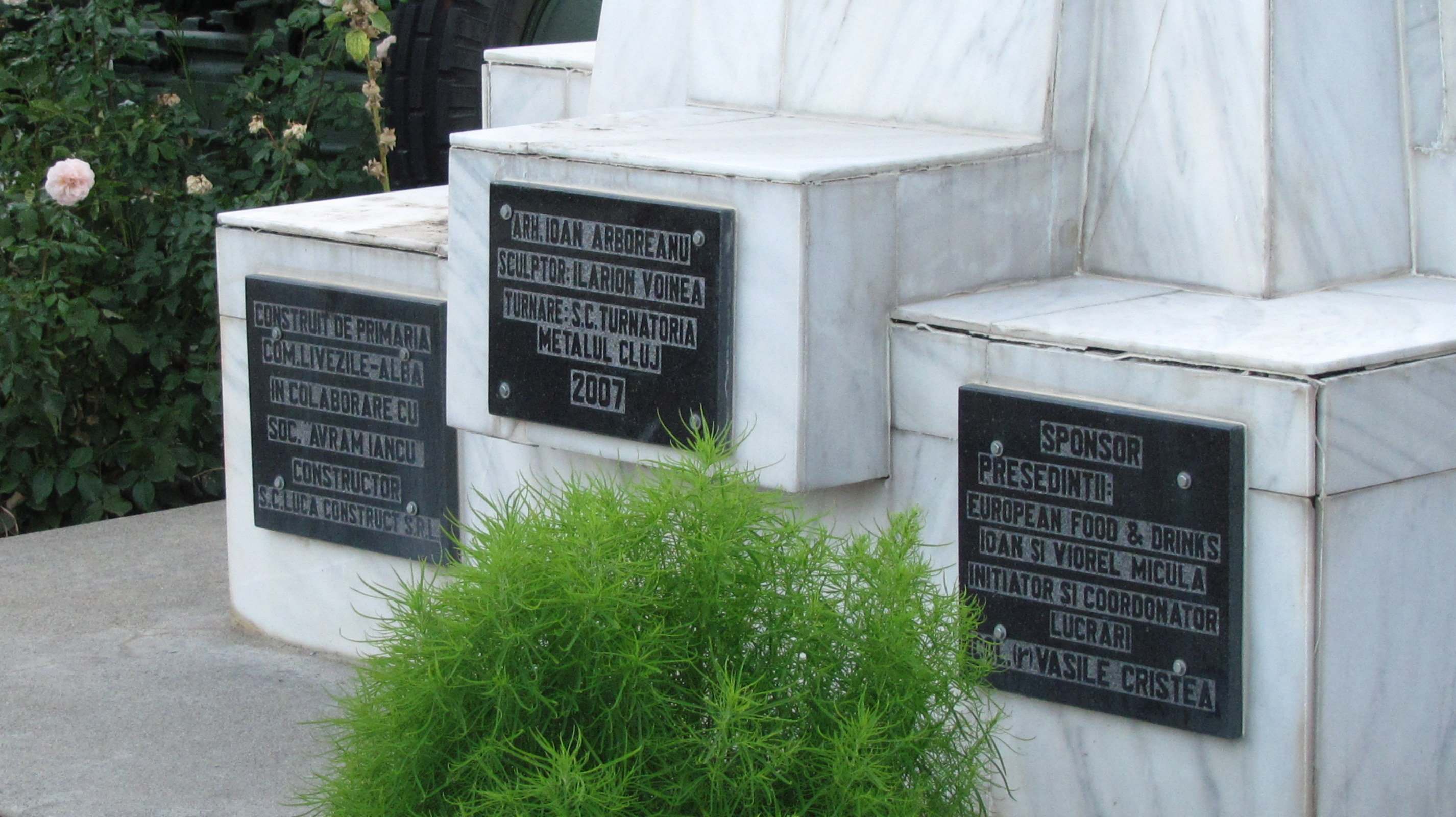
Monument închinat Martirilor și Eroilor din Izvoarele (Livezile, Alba) inscripții
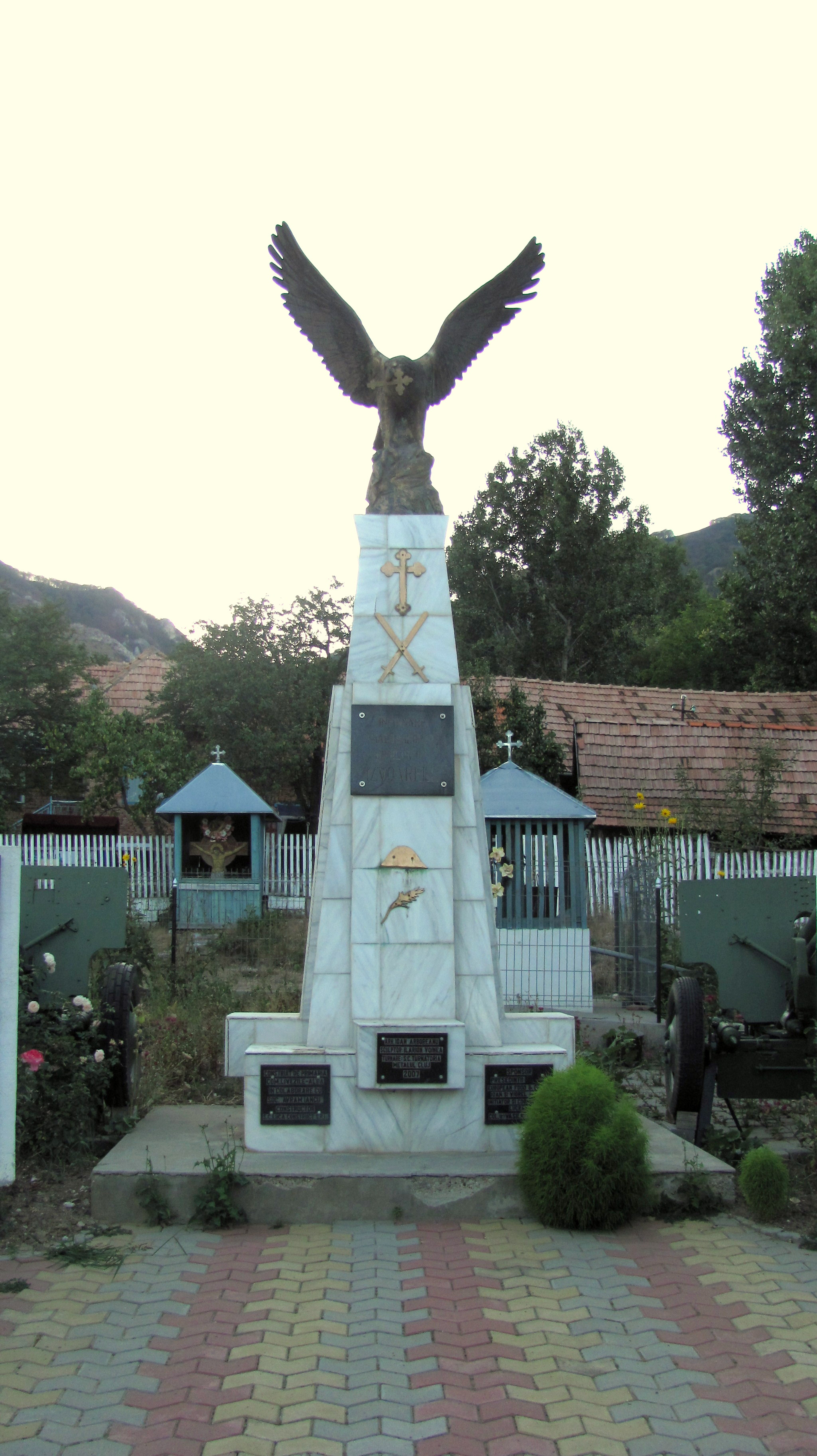
Monument închinat Martirilor și Eroilor din Izvoarele (Livezile, Alba) detaliu
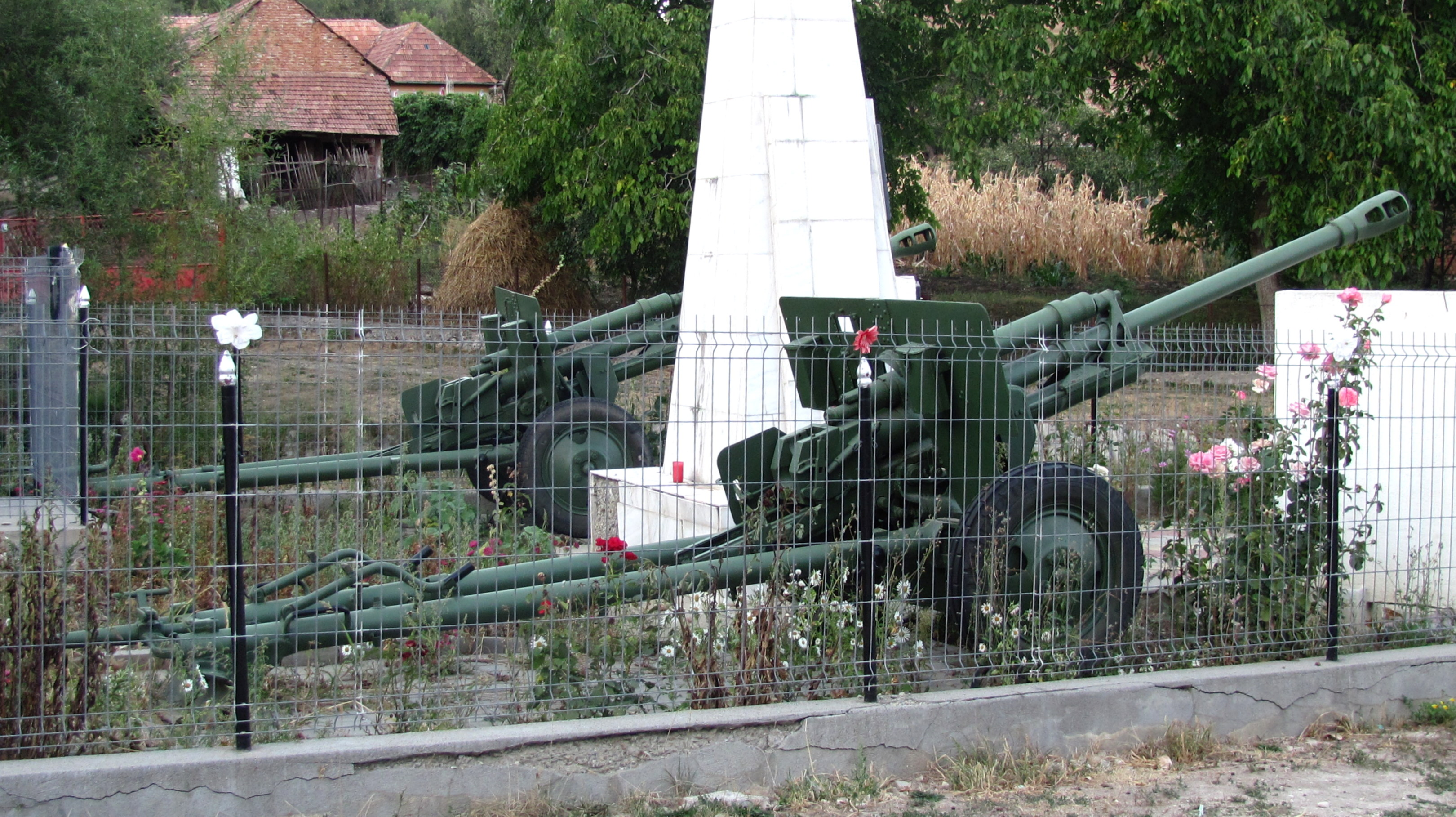
Monument închinat Martirilor și Eroilor din Izvoarele (Livezile, Alba) detaliu
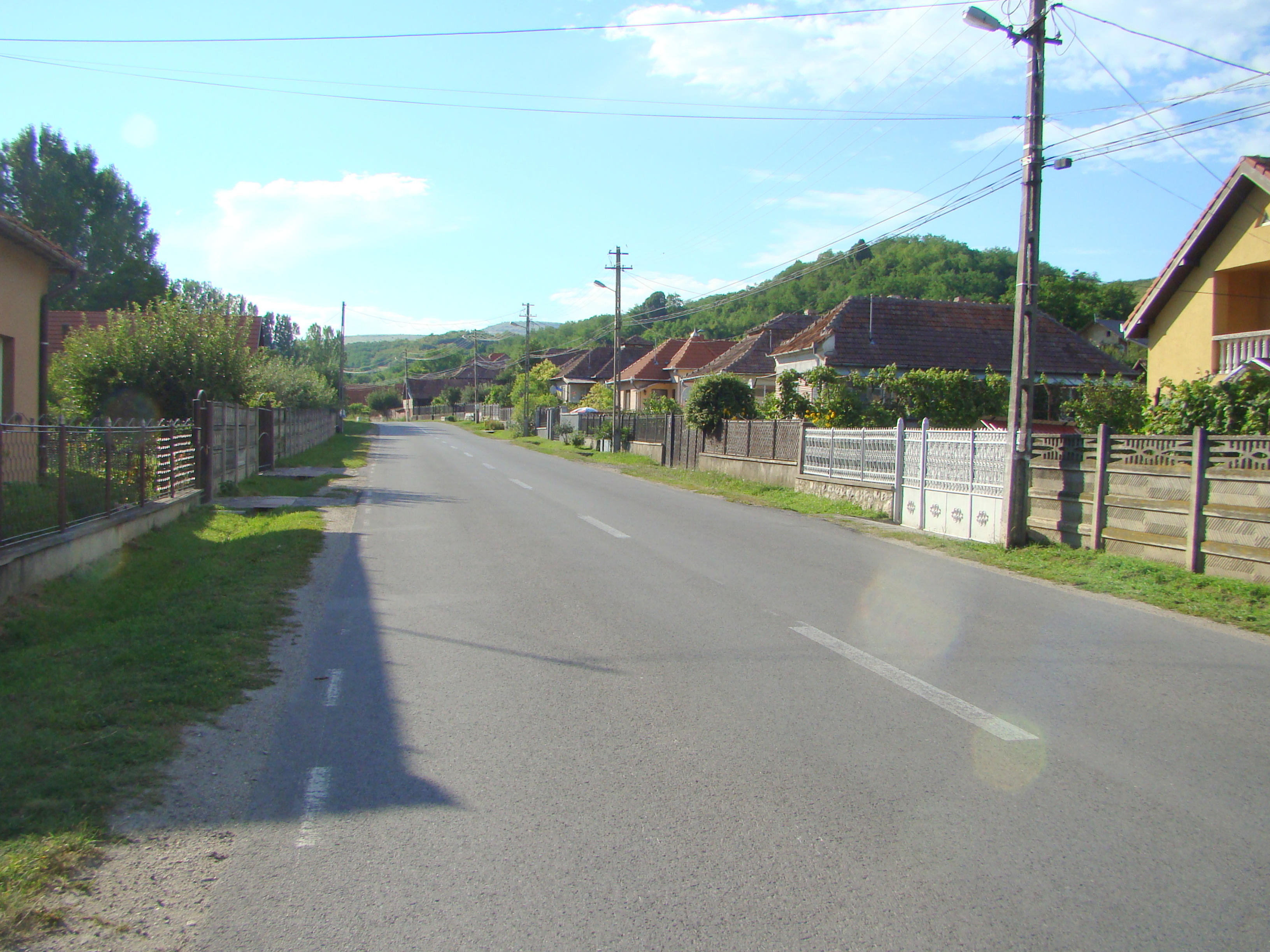